# تركي عبد الغني
تركي عبد الغني هو شاعر أردني مَهجري من مواليد عام 1966 في قرية كفريوبا في محافظة إربد ويقيم في العاصمة الألمانية برلين منذ عام 1994م، وهو حاصل على درجة البكالوريوس في الأدب الإنجليزي والتأهيل الاجتماعي.
يكتب تركي القصيدة العمودية وقصيدة التفعيلة، وقد تمت ترجمة العديد من قصائده إلى اللغة الألمانية واللغة الفرنسية، ولهُ ديوان «حقائب الطين». شارك في العديد من الأمسيات العربية في ألمانيا وإيطاليا وتونس والمغرب وسوريا والأردن وغيرها. كما حصل على عدد من الجوائز، ومِنها: درع اتحاد أطباء أوروبا، درع مهرجان جرش، درع المعهد الثقافي العربي في برلين، درع وزارة الثقافة الأردنية، درع القدس عاصمة الثقافة العربية، درع قلعة الربض، درع جامعة جدارا، درع جامعة مؤتة وَدرع أمير الشعراء في دولة الإمارات العربية لأكبر مسابقة عربية للشعر العربي.

## قصائده
لهُ عدد من القصائد وَمِنها:
- هكذا تكلّم المجنون
- الله
- رُسُلُ الظلام
- اغتراب
- حرائق الرحيل
- الشيء
- على قدر التّعَلُّق
- الطريق